# Ammal
Ammal, Matka – u Domów ambiwalentna bogini ziemi, czczona przez kastę Pariasów.